# Fetyszyzm (religioznawstwo)

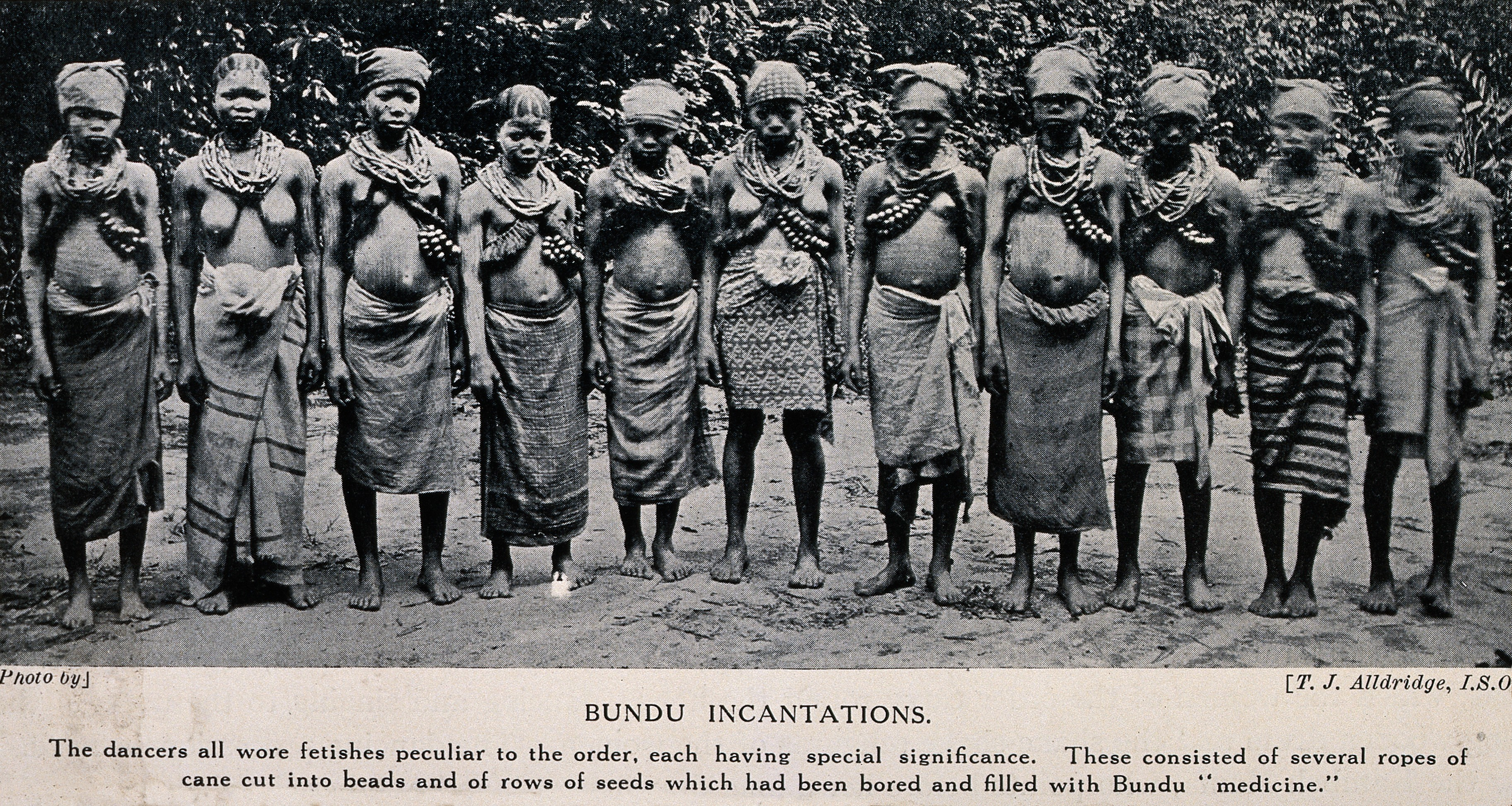
Nastoletnie dziewczyny podczas inicjacji do związku Sande, Sierra Leone, Afryka Zachodnia. Podpis: "Magiczne rytuały Bundu; Wszystkie tancerki nosiły fetysze w specyficznej kolejności, a każdy miał specjalne znaczenie. Składały się one z kilku trzcinowych sznurków oraz nasion, które po podziurkowaniu były wypełniane lekarstwami plemienia Bundu (Sande).

Fetyszyzm – jedna z pierwotnych form religii, w której przyjmuje się, że pewne obiekty naturalne lub stworzone przez człowieka mają nadprzyrodzone moce i stanowią bóstwa, które są poprzez nie czczone. Obiekty takie nazywa się fetyszami.
Według czcicieli, fetysz jest obdarzony mocą magiczną, zawartą w obiekcie materialnym – nosicielu tej mocy. Moc, według takich wierzeń, można uwolnić poprzez rytuały okultystyczne – modlitwy i ofiary. Odróżnia się fetysze naturalne (np. kamienie, zęby) oraz zrobione przez człowieka (np. rzeźba). Ten drugi rodzaj fetyszu powinien przejść rytuał nadzielenia go mocą magiczną. Fetysze mogą być grupowe, indywidualne, apotropaiczne i chroniące.

## Historiografia
Określenie fetysz wywodzi się z fr. fétiche, które pochodzi od port. feitiço – „amulet” lub „czary”, a to z kolei z łac. facticius – „sztuczny” i facere – „tworzyć”. Termin fetysz stosowali portugalscy żeglarze na określenie amuletów i talizmanów, a upowszechnił go w religioznawstwie Charles de Brosses za pośrednictwem publikacji O kulcie fetyszów z 1760 roku.
William Pietz, który przeprowadził rozległe badania etnograficzne, twierdzi że pojęcie to powstało u wybrzeży zachodniej Afryki w ciągu wieku szesnastego i siedemnastego. W swoich badaniach, Pietz rozróżnia, z jednej strony, stosowanie tego pojęcia na określenie właściwych obiektów afrykańskich, które mogą być nazywane fetyszami razem z rdzennymi teoriami o nich, a z drugiej strony stosowanie tego określenia do opisu idei – wyobrażenia rodzaju przedmiotu, do którego to wyobrażenia również ma zastosowanie ten termin. Według Pietza, postkolonialne pojęcie „fetyszu" wyłoniło się ze zderzenia kultur Europejczyków – społeczeństwa feudalnego z tradycją katolicką oraz Afrykańczyków – w specyficznym kontekście historycznym i w odpowiedzi na afrykańską kulturę materialną.
Na to zderzenie kultur, strach przed obcym i odmiennym oraz wynikające z niego demonizowanie rytuałów afrykańskich zwraca uwagę Stallybrass, który podsumowuje prace Pietza następująco: „Pietz pokazuje, że fetysz, jako koncepcja, został stworzony w celu demonizowania pozornie arbitralnego przywiązania ludzi z zachodniej Afryki do obiektów materialnych. Europejski podmiot ukonstytuował się w opozycji do zdemonizowanego fetyszyzmu poprzez wyparcie przedmiotu.”

## Fetyszyzm jako prekursor mitologii i religii

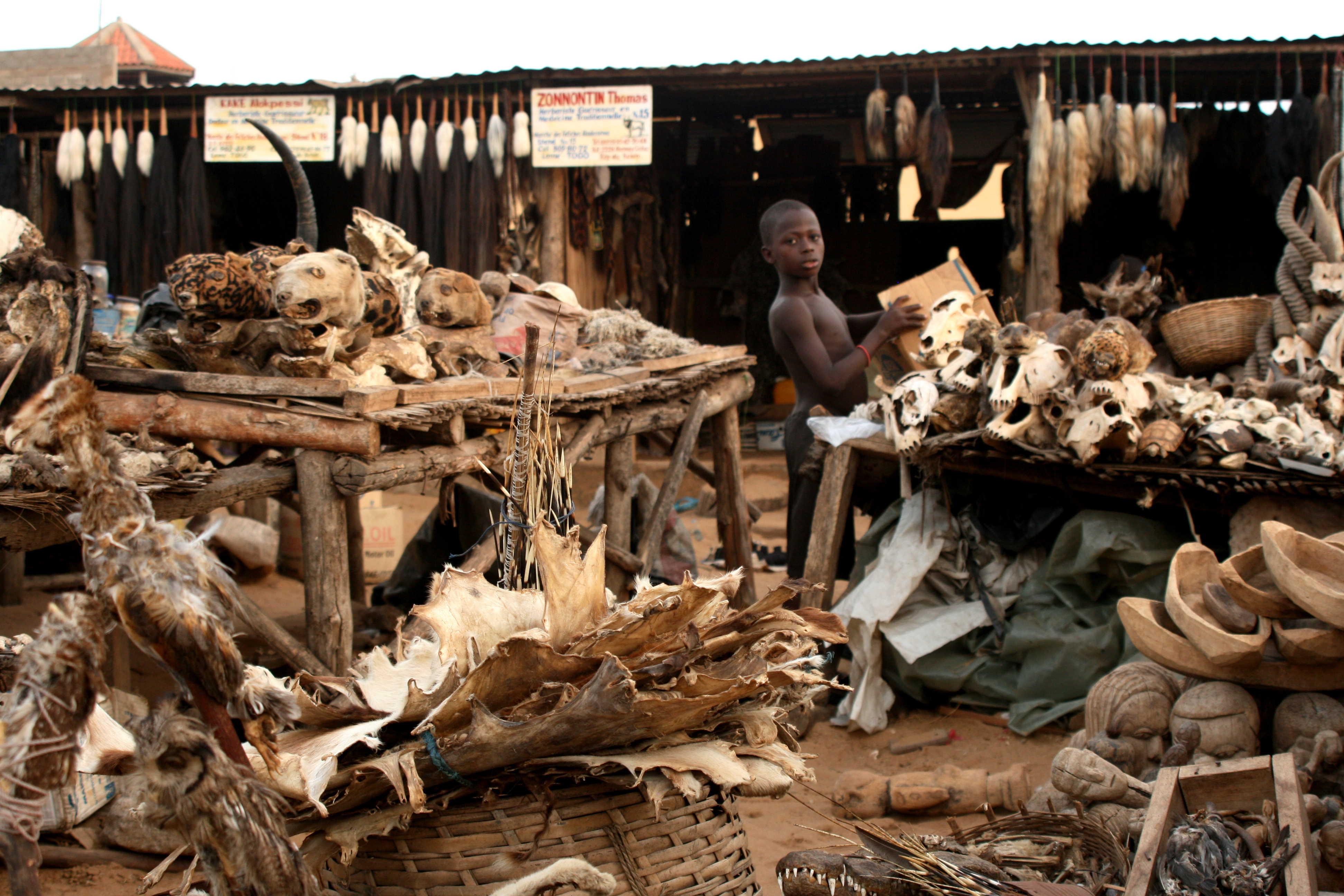
Rynek fetyszy voodoo (vodoun) w Lomé, Togo, 2008

Fetyszyzm uważa się za jedną z pierwotnych form religii. Przykładami praktyk, w których aspektem jest fetyszyzm, są:
- rytualizm – wykorzystanie praktyk, rytuałów i ceremonii mających swe źródło w odległej przeszłości[8][9][10][11]
- totemizm – wierzenia związane z kultem pewnego obiektu – często elementu przyrody martwej (np. drzewo, pomnik) lub ożywionej (np. ptak lub inne zwierzę) – oraz traktowanie go jako emblematu rodziny, klanu czy plemienia. Totemizm obejmuje też system organizacji plemiennej na podstawie totemów, wiarę w pokrewieństwo ze wspólnym totemem oraz wiarę w mistyczne właściwości totemu, co wiązać się może, przykładowo, z zakazem polowań na dane zwierzę[12][13].
- animizm – system wierzeń oparty na poglądzie, że wszystkie obiekty występujące we wszechświecie mają dusze lub że są siedzibą duchów albo związane z innymi mistycznymi właściwościami. Animiści mogą wierzyć, że ludzka dusza nie jest wyjątkowa oraz że posiadają analogiczną również zwierzęta, rośliny, skały, naturalne siły oraz zjawiska w przyrodzie takie jak deszcz, słońce czy księżyc. Pogląd, że siła życiowa jest we wszystkich zjawiskach i obiektach tworzy oś, wokół której koncentruje się animizm. Animizm może też obejmować wiarę, że poszczególne zjawiska są związane z odrębnymi bytami nadprzyrodzonymi[14][15].
- szamanizm – obejmuje spektrum wierzeń związanych z komunikacją z odrębną rzeczywistością, przykładowo światem duchów czy innym wymiarem, za pomocą pośrednika – szamana, kapłana lub innego medium. Pośrednik taki odgrywa rolę religijnego przywódcy i kontaktuje się z zaświatami celem uzyskania odpowiedzi na nurtujące pytania lub znalezienia rozwiązań trudności napotykanych przez grupę[16][17].

Fetyszyzm i totemizm były pierwszymi, prymitywnymi formami w ewolucji religii. Animizm uważa się za wyższe stadium rozwoju.

## Fetyszyzm w różnych mitologiach

### Vodun

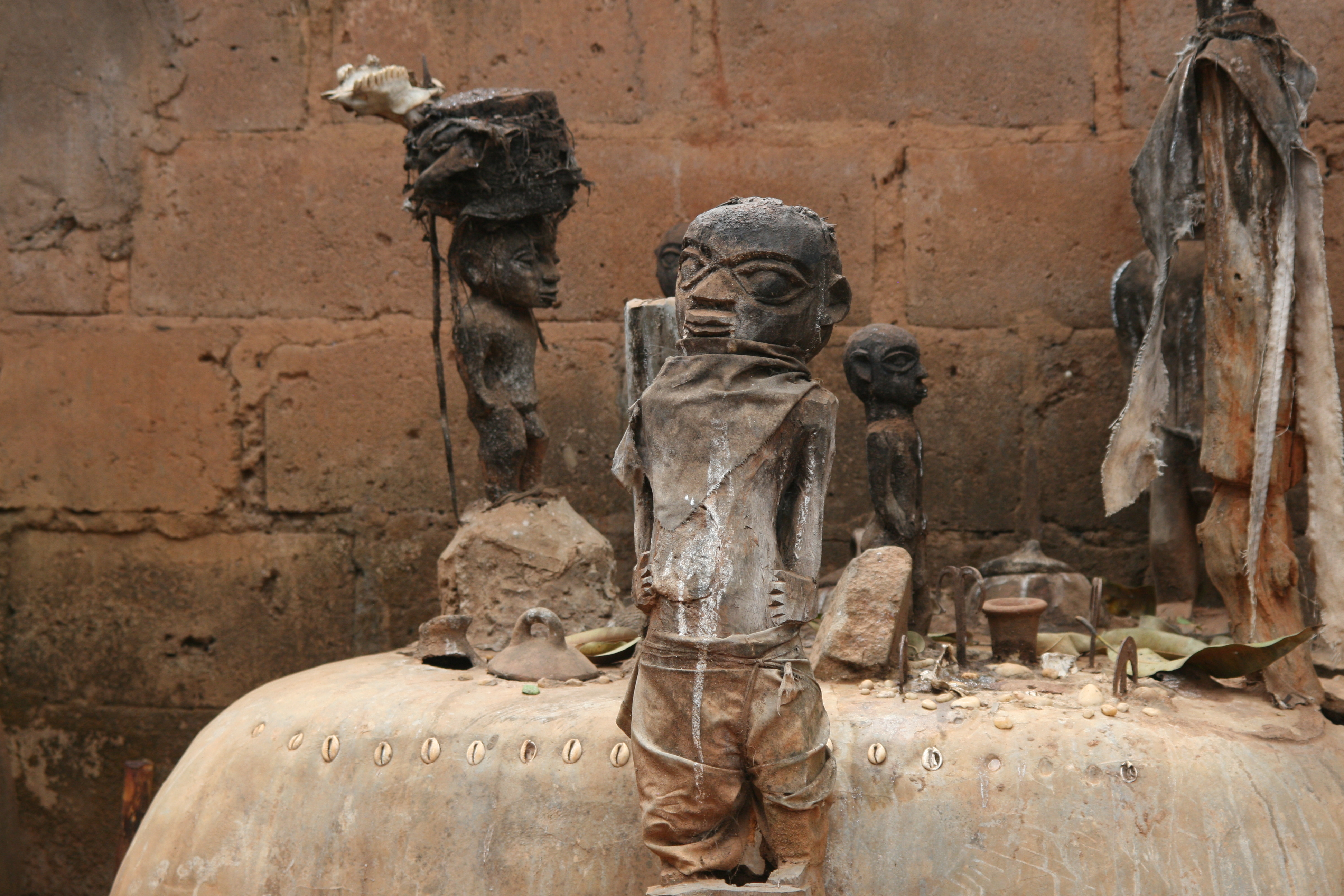
Ołtarz Vodun z kilkoma fetyszami, zdjęcie zrobione w 2008 w Abomey, Benin.

Według mitologii dahomejskiej (ang. Dahomey), stwórca Nana Buluku, za pośrednictwem swojego potomka zwanego Mawu-Lisa, stworzył świat i wobec tego obiekty posiadają część boskich mocy.

### Rdzenne religie Ameryki
Fetysze były powszechne w rdzennych religiach amerykańskich i praktykach z nimi związanych. Niedźwiedź reprezentował szamana, bizon opiekuna, lew górski był wojownikiem, a wilk tropicielem.
Obiekty te przez wyznawców były uważane za posiadające nadprzyrodzoną energię. Plemię indiańskie Zuni uważało, że fetysze są prawdziwymi zwierzętami, które zostały zamienione w kamień przez Ojca-Słońce (zw. Awonawilona) i chociaż nie żyją, to że ich siła życiowa nadal jest wewnątrz kamienia.

Wszystkie rodzaje bytów zostały zamienione w kamień. Znajdujemy ich formy, czasami ogromne jak same stworzenia, a czasami skurczone i zniekształcone. Widzimy pośród skał kształty zwierząt, które już nie żyją.

### Minkisi
Tworzone i używane przez lud Bakongo zachodniego Zairu, nkisi (l. mn. minkisi) jest rzeźbą, która zapewnia lokalne miejsce zamieszkania dla bytu duchowego. Chociaż niektóre minkisi były od zawsze antropomorficzne, to przypuszcza się, iż przed przybyciem Europejczyków w dziewiętnastym wieku, były one mniej realistyczne. Figurki te są bardziej realistyczne w rejonach nadbrzeżnych niż śródlądowych.
Europejczycy określali nkisi pojęciem „fetysze”, a czasami nazywali je również idolami, gdyż niektórym nadawana jest forma przypominająca ludzi.

### Mitologia rzymska
Pierwotnym wizerunkiem staroitalskiego boga wojny – Marsa – był fetysz w postaci włóczni.

### Inne
Według mitologii ugaryckiej, Baal, za sprawą Anat, zdetronizował Ela i objął po nim panowanie nad światem. Kiedy w r. 219 n.e. sprowadzono do Rzymu kamiennego fetysza boga słońca El Gabala (lokalna forma kultu Baala), to w uroczystej procesji posągi wszystkich bogów Rzymu szły za nim.